# イワポソインカラ
イワポソインカラは、アイヌに伝わる妖怪。
大きな目の塊のような姿の妖怪で、岩の中に棲んでおり、人間に様々な悪さを働くといわれている。
名称は「岩などを通して外の様子を窺う妖怪」を意味する。